# Tawa (dinosaure)
Tawa hallae
Genre
Espèce
Tawa est un genre éteint de dinosaures théropodes basaux du Trias supérieur (Norien) du Nouveau-Mexique, aux États-Unis. Il faisait 2 mètres de long. Il a été nommé en référence au nom hopi pour le Dieu du Soleil Pueblo,. La seule espèce connue et Tawa hallae.

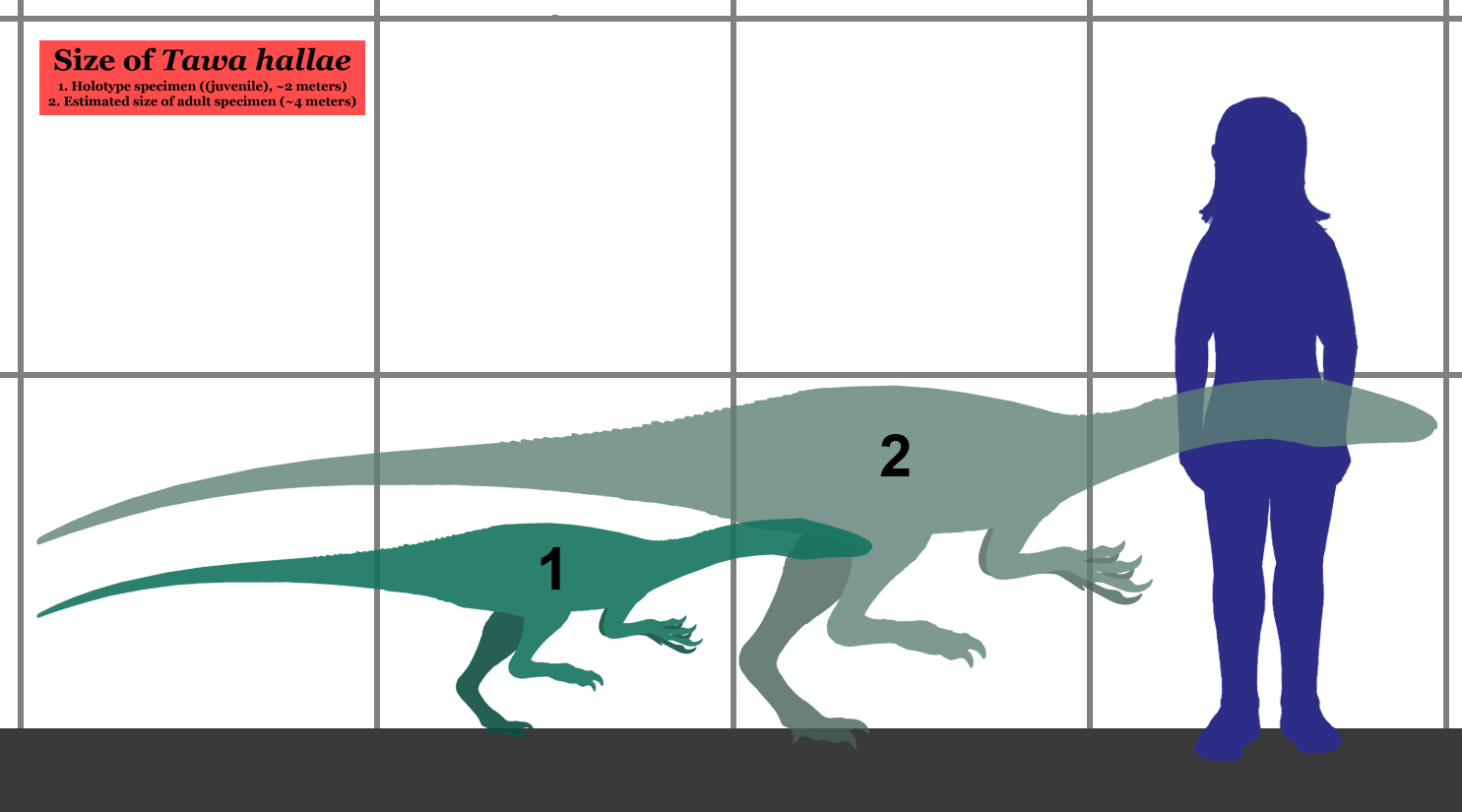
Comparaison entre le fossile retrouvé, un adulte et un humain.
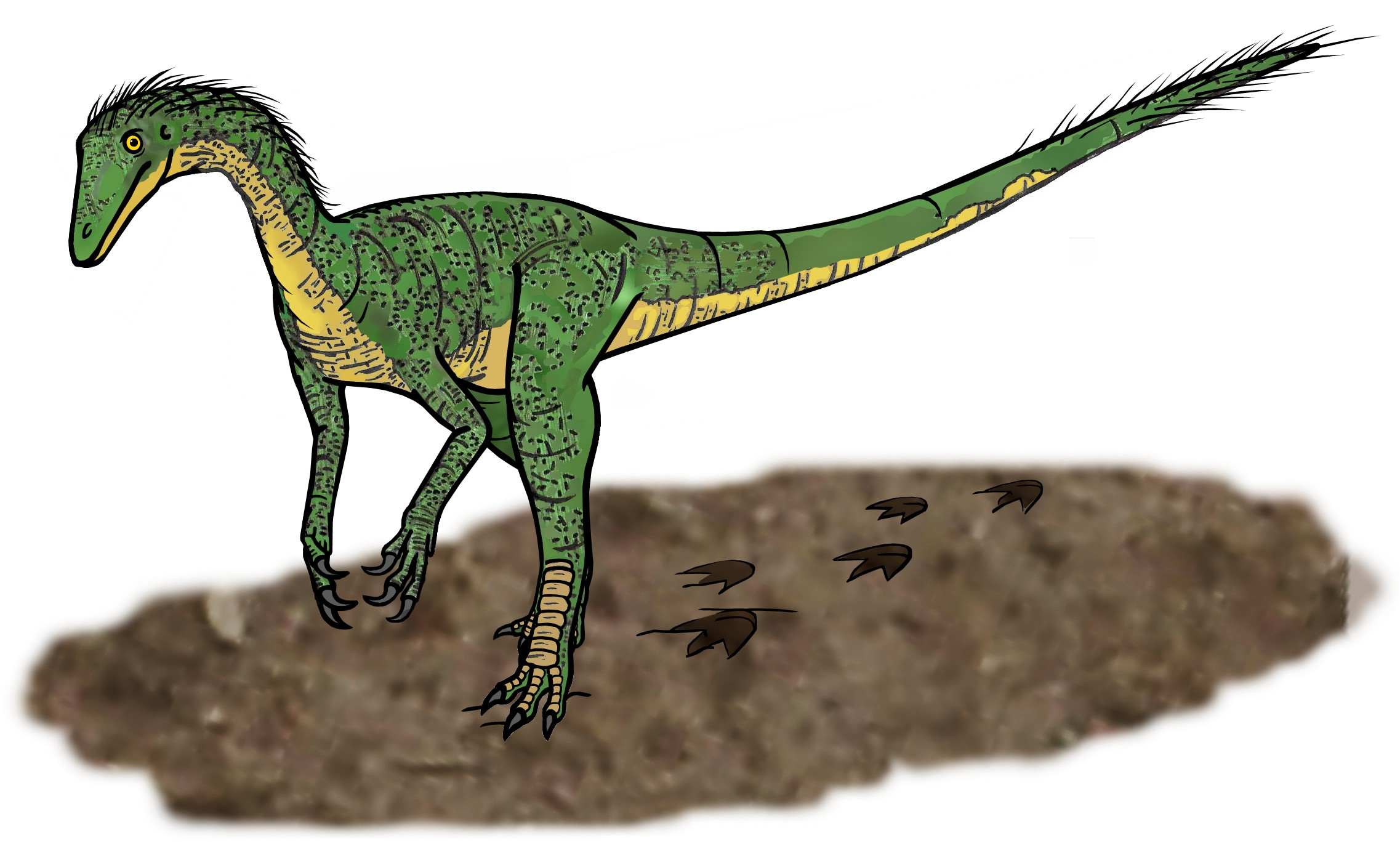
Reconstitution.